# Starý mlýn
Starý mlýn, znám též jako Střelecký mlýn, původně o názvu Schützenmühle, se nachází v Karlovarském kraji v obci Březová v ulici Staromlýnská 26/8. K výstavbě došlo v letech 1898–1899. Objekt byl původně zamýšlen jako zázemí pro karlovarské ostrostřelce při nově zbudované střelnici, brzy se však stal i oblíbeným výletním cílem lázeňských hostů v Karlových Varech.
Byl prohlášen kulturní památkou, památkově chráněn je od 26. května 2006, rejstř. č. ÚSKP 101816.

## Historie

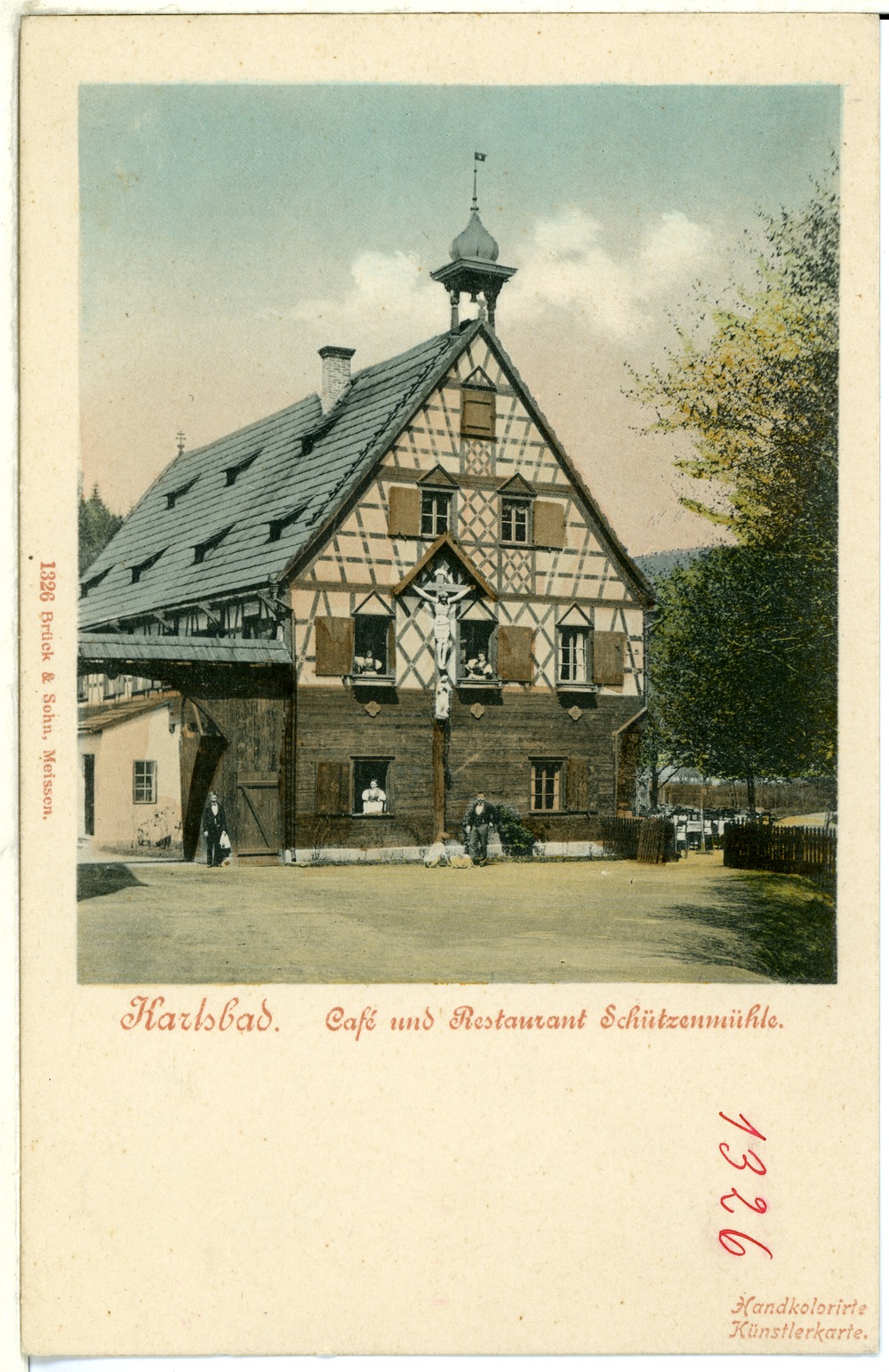
Střelecký mlýn krátce po otevření v roce 1899

Původně zamýšlená nová střelnice pro karlovarský c. k. střelecký sbor měla stát v lesním revíru Soos v okrese Cheb. Tento záměr se však nakonec neuskutečnil. Počátkem ledna roku 1898 pak střelecký sbor zakoupil pro novou střelnici od spolumajitele porcelánky Rudolfa Fischera pozemek v Březové. Jednalo se o pozemkovou plochu o výměře 780 m² při soutoku řeky Teplé a Lomnického potoka, na které stál starý zchátralý Labitzkého mlýn. Cena byla stanovena na 25 tisíc zlatých. Dne 25. května 1898 bylo na schůzi střeleckého sboru rozhodnuto vystavět na místě Labitzkého mlýna nákladem 16 tisíc zlatých nový spolkový dům Střelecký mlýn (Schützenmühle), který měl sloužit především jako restaurace pro hosty nové střelnice.
Úprava starého mlýna na kuchyň a hostinské pokoje, stejně jako realizace nové stavby s restaurací, se uskutečnily podle projektu chebského stavitele Carla Haberzettla. Projekt novostavby byl vypracován v tzv. egerlandském stylu, tj. ve formě chebského hrázděného statku, podle reálného a dodnes stojícího hrázděného mlýna Gahmühle ze 17. století ve vsi Salajna poblíž Chebu. Stavební práce probíhaly v letech 1898–1899 pod vedením karlovarského stavitele Emmanuela Grimma. Vrchní dozor nad stavbou vykonával střelecký poručík Rudolf Richter.
Pozemky kolem budovy byly upraveny na zahradu a park. Nová střelnice střeleckého sboru byla slavnostně otevřena na počest 50letého jubilea panování císaře Františka Josefa I. střelbami dne 23. října 1898. V hale nové střelnice byly vystavovány památné historické malované terče ze slavnostních střeleb 18. a hlavně 19. století. Slavnostní otevření nového Café–restaurantu Střelecký mlýn se poté konalo dne 30. dubna 1899.
Prvním nájemcem Střeleckého mlýna se stal Fritz Unterer za roční nájemné 2 400 zlatých. V budově byla zařízena stylová restaurace a také malé muzeum se selskou jizbou v egerlandském stylu s ukázkami lidového umění a výroby z oblasti západočeského lázeňského trojúhelníku. Od roku 1910 až do konce druhé světové války byla nájemcem Střeleckého mlýna rodinná dynastie Mallo. První z této rodiny byl v roce 1910 Ernest Malo. Roku 1913 převzal pronájem jeho syn Theodor Malo, který v letech 1926–1927 vystavěl v areálu mlýna nové budovy pro hotelový provoz. Theodor Malo byl výraznou karlovarskou osobností a uznávaným expertem na gastronomii. Též byl výborným manažerem a v roce 1936 se stal starostou obce Březová.
V první polovině 20. století se ve Střeleckém mlýně konaly mnohé slavnosti a objekt navštěvovali významní návštěvníci. Odehrávaly se zde oslavy střeleckých slavností, včetně vítání důležitých hostů střeleckých závodů. Mnoho významných osob je zapsáno v návštěvní knize. Patří mezi ně arcivévoda Karel, pozdější poslední císař Rakouska-Uherska, který zde byl ubytován roku 1910. Byli zde i ministři zahraničí, filmoví herci, operní pěvkyně, profesoři a básníci. Hosté byli stylově obsluhováni dívkami v egerlandských krojích.
Po roce 1945 byl objekt Střeleckého mlýna zestátněn a až do roku 1989 byl využíván pod názvem Starý mlýn jako rekreační objekt ROH. V době kolem roku 1980 kdosi ukradl sochu Panny Marie, která bývala umístěna pod dřevěným krucifixem na průčelí budovy.
Počátkem 21. století prošel areál mlýna částečnou rekonstrukcí. V roce 2006 byl mlýn společně se špýcharem a bránou prohlášen kulturní památkou.
Roku 2013 tehdejší majitel areálu Miroslav Pažďora ve spolupráci s karlovarským muzeem vrátil mlýnu podobu z období let 1898–1899 a též původní název Střelecký mlýn.
V současnosti (duben 2021) je stavba evidována jako objekt k bydlení ve vlastnictví společnosti Z-PRINC GOLD, s. r. o.

## Popis

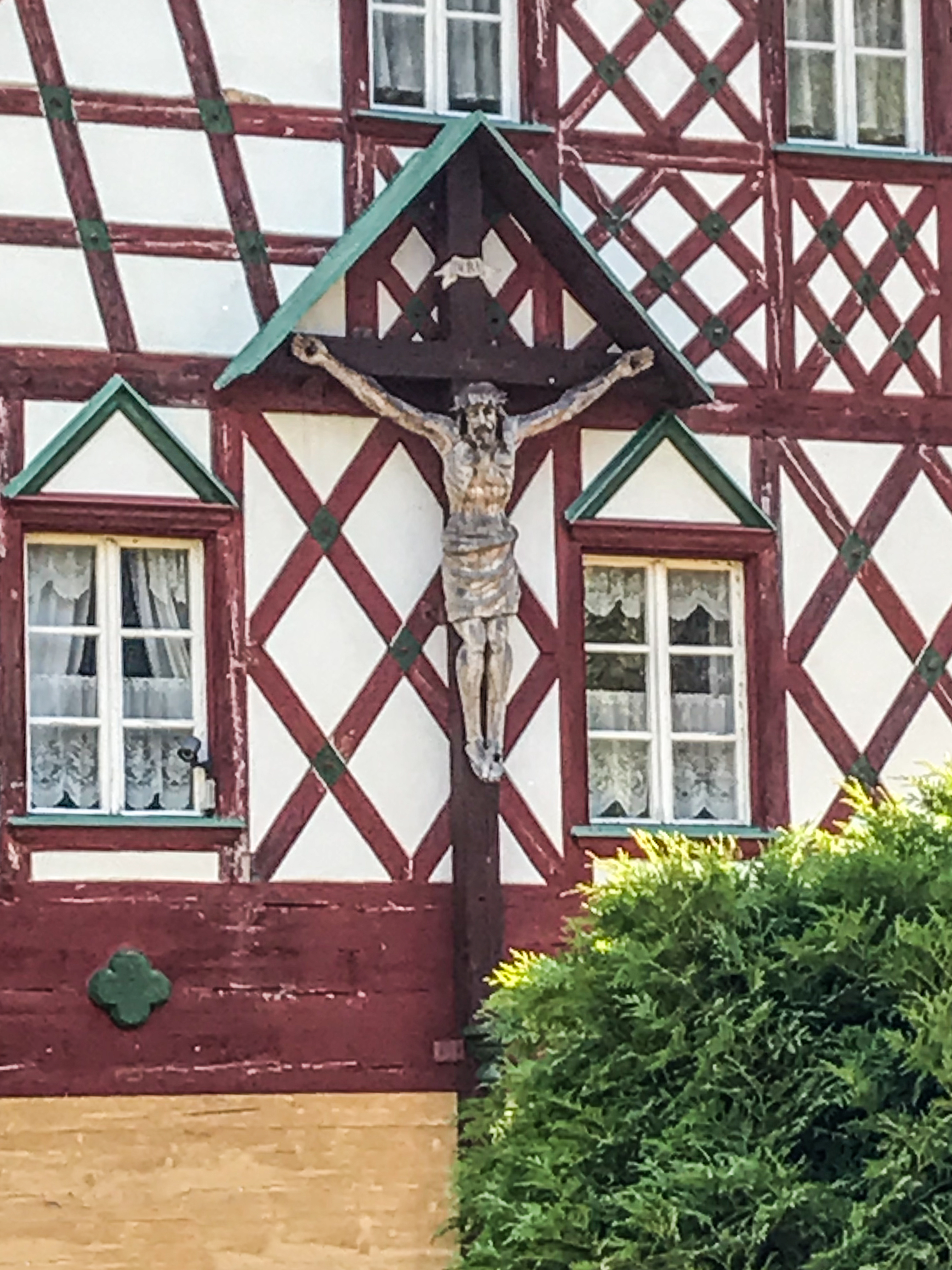
Dřevěný kříž s Kristem na průčelí budovy, červenec 2020

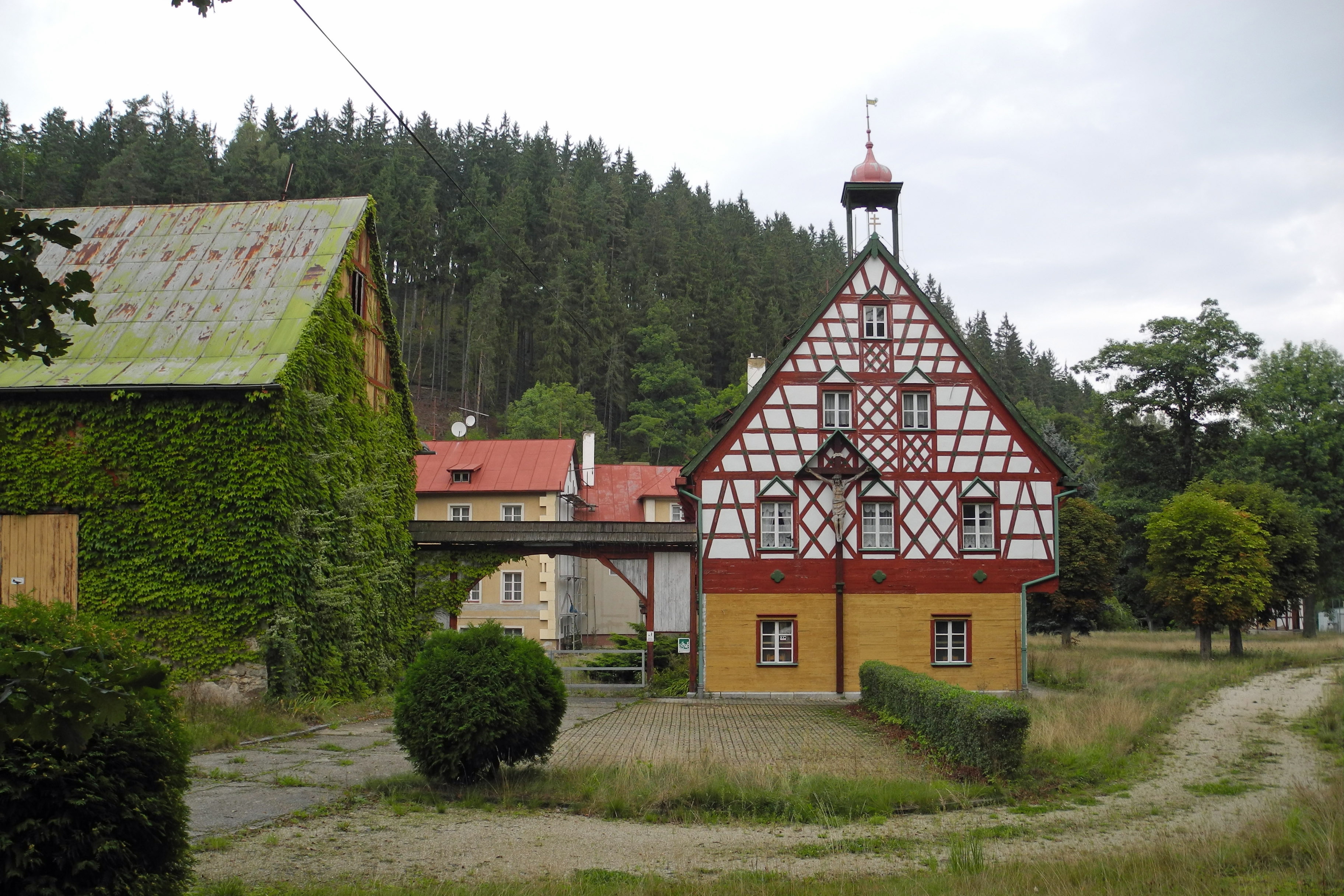
Areál Střeleckého mlýna, září 2017

Mlýn ve stylu lidové architektury a umění se nachází při řece Teplé v obci Březová v ulici Staromlýnská 26/8.
Jedná se o jednopatrovou hrázděnou budovu egerlandského stylu na obdélném půdorysu. Sedlová střecha je šindelová s vikýři, sloupová zvonička nad průčelím je završena zvonovitou bání. Na hrázděném průčelí je umístěn dřevěný kříž s Kristem, který byl původně komponovaný se sochou Panny Marie. V místnosti v přední části budovy u uličního průčelí bývala místnost zařízená jako muzeum v podobě selské jizby v egerlandském duchu s ukázkami lidového umění a výroby z oblasti západočeského lázeňského trojúhelníku.
Jihozápadně od hlavního objektu stojí hrázděná budova špýcharu. Mezi hlavní budovou a špýcharem je dřevěná brána. V severní části stojí zděné budovy, které jsou stavebně mladší. Areál Střeleckého mlýna je mimořádně hodnotným příkladem kvalitní lidové architektury.

## Nedochované zajímavosti
- Proti střelnici stávala busta velitele karlovarských střelců Franze Franiecka od sochaře Thomase Seidana. Byla sem přenesena ze staré střelnice na Steinbergu (nad Tržnicí v Karlových Varech).[1]
- V roce 1932 zde stával památník padlým v první světové válce, autorem byl sochař Ernst Riedl.[1]
- U mlýnského náhonu před Střeleckým mlýnem bývala osazena busta Theodora Körnera.[1]